# Johann Ambrosius Barth Verlag
Der Johann Ambrosius Barth Verlag, später Barth Verlagsgesellschaft, in Leipzig war von 1780 bis 1999 ein bedeutender Fachverlag.

## Geschichte
Verlagsgründer im Jahr 1780 war Johann Philipp Haug (1747–1784). Seine Witwe heiratete 1789 Johann Ambrosius Barth, dessen Namen der Verlag fortan trug. Als Hans Barth 1887 ohne Erben starb, kaufte Arthur Meiner 1890 den Verlag. Er ergänzte ihn um die Sparten Medizin, Psychologie und Ur- und Frühgeschichte. Er übernahm Firmen von Leopold Voss (1833–1895), Curt Kabitzsch und Hermann Meuserer. Zu den gekauften Verlagsverträgen gehörte Breitkopf & Härtel. Von 1949 bis 1999 wurde der Kalender für Sternfreunde herausgegeben.
Der Johann Ambrosius Barth Verlag war bis 1987 eine Kommanditgesellschaft. Nach dem Tod der letzten Gesellschafterin wurde das Unternehmen 1988 dem Volkseigenen Betrieb Verlage für Medizin und Biologie Berlin, Leipzig, Jena angegliedert; es setzte jedoch unter eigenem Namen seine Tätigkeit fort. Im Juli 1990 erfolgte die Bildung einer Gesellschaft mit beschränkter Haftung  mit ausländischer Beteiligung der Hüthig Verlagsgemeinschaft Decker & Müller GmbH in Heidelberg. Die in Leipzig noch bestehende Außenstelle des Verlags wurde 1999 geschlossen.

## Verlagsarchiv
Das Archiv des Verlages steht als National wertvolles Archiv unter Kulturgutschutz. Der Bestand wird als Depositum im Staatsarchiv Leipzig verwahrt.

## Bekannte Produkte (Auswahl)
- Zeitschrift für Psychologie
- Zeitschrift für wissenschaftliche Photographie, Photophysik und Photochemie[5]
- Neue Zeitschrift für Musik
- Die Sterne – Zeitschrift für alle Gebiete der Himmelskunde (70 Jahrgänge von 1926 bis 1996)